# فورد پوما رالی۱
فورد پوما رالی۱ یک خودرو رالی ۱ است که توسط تیم رالی جهانی ام-اسپورت-فورد ساخته شده است تا در مسابقات رالی قهرمانی جهان در سال ۲۰۲۲ مورد استفاده قرار بگیرد. این خودرو بر اساس نسخه اتومبیل جاده ای فورد پوما کراس اوور ساخته شده است و به منظور جایگزینی فورد فیستا رالی قهرمانی جهان توسعه پیدا کرده است که بین سال‌های ۲۰۱۷ تا ۲۰۲۱ در این مسابقات مورد استفاده قرار گرفته بود. این خودرو در جشنواره سرعت گودوود سال ۲۰۲۱ معرفی شد.